# Luna (zangeres)
Aleksandra Katarzyna Wielgomas (Warschau, 28 augustus 1999), beter bekend onder haar artiestennaam Luna, soms in hoofdletters geschreven, is een Poolse zangeres.

## Biografie
Wielgomas begon haar muzikale carrière in 2018 met de release van haar eerste single. Twee jaar later nam ze haar huidige artiestennaam aan. In februari 2024 werd ze door de Poolse openbare omroep geselecteerd om haar vaderland te vertegenwoordigen op het Eurovisiesongfestival 2024 in Malmö, Zweden. Op het songfestival haalde ze de finale niet.
1994: Edyta Górniak · 
1995: Justyna Steczkowska · 
1996: Kasia Kowalska · 
1997: Anna Maria Jopek · 
1998: Sixteen · 
1999: Mietek Szcześniak · 
2001: Piasek · 
2003: Ich Troje · 
2004: Blue Café · 
2005: Ivan & Delfin · 
2006: Ich Troje · 
2007: The Jet Set · 
2008: Isis Gee · 
2009: Lidia Kopania · 
2010: Marcin Mroziński · 
2011: Magdalena Tul · 
2014: Donatan & Cleo · 
2015: Monika Kuszyńska · 
2016: Michał Szpak · 
2017: Kasia Moś · 
2018: Gromee feat. Lukas Meijer · 
2019: Tulia · 
2021: Rafał · 
2022: Ochman · 
2023: Blanka · 
2024: Luna · 
2025: Justyna Steczkowska